# Чернобровкина, Татьяна Анатольевна
Татья́на Анато́льевна Чернобро́вкина (род. 14 августа 1965, Саратов, РСФСР, СССР) — советская и российская артистка балета, прима-балерина, народная артистка России (1998).

## Биография
Татьяна Чернобровкина родилась, училась и впервые вышла на сцену в Саратове.
В 1983 году она окончила Саратовское хореографическое училище (педагог Н. А. Максимова). С 1983 по 1986 год работала в Саратовском театре оперы и балета. За время работы в театре показала себя как классическая танцовщица, блестяще владеющая техникой, экспрессивной манерой танца. В 1986 году участвовала в гастролях Майи Плисецкой в Японии.
Ныне она солистка Московского академического Музыкального театра им. К. С. Станиславского и Вл. И. Немировича-Данченко, участвует в зарубежных гастролях театра.

## Творчество
- «Жизель» А. Адана — Мирта, Жизель
- «Голубой Дунай» И. Штрауса — Актриса
- «Лебединое озеро» П. Чайковского — Одетта-Одиллия
- «Дон Кихот» Л. Минкуса — Китри
- «Эсмеральда» Ц. Пуни — Эсмеральда
- «Сильфида» А. Бурнонвиля — Сильфида
- «Золушка» Сергея Прокофьева — Золушка
- «Кармен-сюита» Родиона Щедрина — Кармен
- «Корсар» А. Адана — Медора
- «Вальпургиева ночь» Ш. Гуно — Вахканка

## Признание и награды
- 3-я премия V-го Международного конкурса артистов балета в Москве (1985)
- Заслуженная артистка России (11 апреля 1994)[5]
- Народная артистка России (13 октября 1998)[1]
- Лауреат премии Правительства Москвы[2]